# Aérospatiale Alouette II
Aérospatiale Alouette II — французский многоцелевой вертолёт. Разработан и производился предприятием Sud Aviation, позже — Aérospatiale, серийный выпуск — 1956—1975 гг. Выпущено более 1300 вертолётов. Alouette II стал первым в мире серийным вертолётом с газотурбинным двигателем. Использовался как в вооруженных силах (в качестве разведывательного, связного, тренировочного, противотанкового), так и в гражданской авиации для решения задач общего назначения.

## Разработка и производство
Разработка вертолета велась в рамках государственного контракта. Компания SNCASE представила на конкурс прототип X.310G с газотурбинной силовой установкой — двигателем Turboméca Artouste. Первый полет новой машины, обозначенной как SE 3130, был выполнен 12 марта 1955 года; было принято решение о запуске вертолета в серийное производство.
Первые производственные серии строились для французских заказчиков (военных и гражданских). По лицензии вертолет выпускался также в Бразилии, Швеции, Индии, и США.

## Конструкция
Вертолёт классической схемы с рулевым винтом. Несущий винт — трехлопастный. Хвостовая балка — ферменной конструкции. Силовая установка — турбовальный двигатель. Шасси полозковое.

## Эксплуатация и боевое применение
Вертолет эксплуатировался в 80 странах, в 47 из них — военными ведомствами.
Применялся Израилем в войне на истощение в 1969-1970-х годах. Например, 19 апреля 1970 года израильский Alouette II был направлен для захвата сбитого египетского лётчика. Возле Порт-Тауфика вертолёт был неверно опознан и сбит огнём израильских пехотинцев.

## Модификации
- SE 3130 Alouette II – Ранняя модификация с двигателем Turbomeca Artouste II (400 л.с. / 300 кВт) на взлёте, максимальная взлётная масса 1500 кг.[2][3]
- SE 313B Alouette II – SE 3130 с двигателем Turbomeca Artouste IIC5 или IIC6 (400 л.с. / 300 кВт), максимальная взлётная масса увеличена до 1600 кг.[2][3]
- SE 3131 Gouverneur – улучшенная представительская модификация с закрытой хвостовой балкой,[4] от которой отказались, предпочтя Alouette III.[5]
- SE 3140 Alouette II – Проект, предполагалась установка двигателя Turbomeca Turmo II (400 л.с. / 298 кВт). Не строился.
- HKP 2 Alouette II – лицензионный выпуск SE 3130 в Швеции
- SA 3180 Alouette II Astazou – двигатель Turbomeca Astazou IIA или IIA2 (мог выдавать 523 л.с. / 390 кВт на взлёте и 473 л.с. / 353 кВт в рабочем режиме, дефорсированный до 400 л.с. / 300 кВт из-за особенностей передачи на ротор, максимальная взлётная масса 1500 кг.[2][3][6]
- SA 318B Alouette II Astazou – SA 3180 с максимальной взлётной массой, увеличенной до 1600 кг.[2][3][6].
- SA 318C Alouette II Astazou – SA 3180 с максимальной взлётной массой, увеличенной до 1650 кг[2][3][6].
- SA 315B Lama – разработан под требования индийских вооруженных сил для работы в условиях жаркого климата и высокогорья; комбинация силовой установки Artouste и ротора от Alouette III с усиленным силовым набором Alouette II.
- Republic Lark: Предполагавшийся выпуск в США компанией Republic Aircraft, турбовальный двигатель AiResearch TSE-331-7 (600 л.с. / 447 кВт)[7].

## Лётно-технические характеристики (SE 313B Alouette II)
Источник данных: .

Технические характеристики
- Экипаж: 1 чел.
- Пассажировместимость: 4 чел.
- Длина: 9,66 м ( со сложенными лопастями
- Диаметр несущего винта: 10,20 м
- Высота: 2,75 м
- Площадь, ометаемая несущим винтом: 81,70 м²
- Масса пустого: 895 кг
- Максимальная взлётная масса: 1 600 кг
- Масса топлива во внутренних баках: (580 л.)
- Силовая установка: 1 × ГТД Turbomeca Artouste IIC6
- Мощность двигателей: 1 × 530 л.с. (дефорсированный) (1 × 400 кВт (дефорсированный))

Лётные характеристики
- Максимальная скорость: 185 км/ч
- Крейсерская скорость: 170 км/ч
- Практическая дальность: 565 км (с полным баком)
- Перегоночная дальность: (4,1 ч.)
- Практический потолок: 7 500 м
- Скороподъёмность: 4,2 м/с

## Эксплуатанты

### Современные
Тунис
- ВВС Туниса[10]

 Турция
- Полиция Турции[11][12]

### Исторические
Франция
- ВВС Франции[13]
- Сухопутные войска Франции[14]
- Авиация ВМС Франции[15]
- Национальная жандармерия Франции[16]
- Securite Civile[17][18]

 Австрия
- ВВС Австрии[19]

 Бельгия
- Сухопутные войска Бельгии[20]
- Жандармерия Бельгии[21]

 Бенин
- Вооружённые силы Бенина[22]

 Биафра
- Вооружённые силы Биафры[23]

 Бразилия
- ВВС Бразилии[24]

 Великобритания
- Корпус армейской авиации Великобритании[25]

 Гвинея-Бисау
- ВВС Гвинеи-Биссау[26]

 Германия
- Люфтваффе[27]
- Сухопутные войска Германии[28]
- Федеральная полиция Германии[29]

 Джибути
- ВВС Джибути[30]

 Доминиканская Республика
- ВВС Республики[31]

 Индонезия
- Сухопутные войска Индонезии[32]
- Военно-морские силы Индонезии[32]

 Израиль
- ВВС Израиля[33]

 Камерун
- ВВС Камеруна[34]

 Катанга
- ВВС Катанги[35]: 1.

 Королевство Камбоджа
- Королевские ВВС Камбоджи[24]

 Кхмерская Республика
- Кхмерские ВВС[24]

 Республика Конго
- ВВС Республики Конго[36]

 Кот-д’Ивуар
- ВВС Кот-д’Ивуара[37]

 Королевство Лаос
- Королевские ВВС Лаоса[38]

 Ливан
- ВВС Ливана[39]

 Мадагаскар
- ВВС Мадагаскара[40]

 Мексика
- ВМС Мексики[41]

 Нидерланды
- Королевские ВВС Нидерландов[42]

 Перу
- Сухопутные войска Перу[43]

 Португалия
- ВВС Португалии[44]
- Национальная республиканская гвардия Португалии[44]

 Родезия
- ВВС Родезии[45]

 Зимбабве
- ВВС Зимбабве[46]: бывшие родезийские

 Румыния
- ВВС Румынии[47]: 2 вертолёта YR-ALA (борт 74) YR-ALB (76) из состава 50-й транспортной авиационной флотилии, базирующейся в Отопень.

 Сенегал
- ВВС Сенегала[48]

 Турция
- ВВС Турции
- Жандармерия Турции

 ЦАР
- ВВС ЦАР[49]

 Швейцария
- ВВС Швейцарии[50]

 Швеция
- ВВС Швеции[51]
- Сухопутные войска Швеции

 ЮАР
- ВВС ЮАР[52]